# Montescueia leitaoi
Montescueia leitaoi is een spinnensoort in de taxonomische indeling van de kamspinnen (Ctenidae).
Het dier behoort tot het geslacht Montescueia. De wetenschappelijke naam van de soort werd voor het eerst geldig gepubliceerd in 1961 door Carcavallo & Martínez.